# Matt Cohen
Matt Cohen (ur. 30 grudnia 1942 w Kingston w stanie Ontario, zm. 2 grudnia 1999 w Toronto) – kanadyjski pisarz.

## Życiorys
Pochodził z rodziny żydowskiej, był wnukiem rabina. Studiował ekonomię polityczną na Uniwersytecie w Toronto, później wykładał filozofię polityczną na Uniwersytecie McMastera w Ontario. W 1969 opublikował pierwszą powieść, Korniloff, w której, podobnie jak w kolejnej, Johnny Crackle Sings z 1971, ukazał przejawy odczłowieczania współczesnego społeczeństwa. Później napisał realistyczną tetralogię: The Disinherited (1974), The Colours of War (1977), The Sweet Second Summer of Kitty Malone (1979) i Flowers of Darkness (1981) nakreślił obraz stosunków rodzinnych w wiejskiej społeczności Ontario. W następnych powieściach, Nadine (1986) i Emotional Arithmetic (1990), dominują wątki żydowskie. Jego najbardziej znana powieść to Elizabeth and After, za którą w 1999 otrzymał nagrodę gubernatora generalnego za powieść anglojęzyczną. Wydał również zbiory opowiadań: Columbus and the Fat Lady (1972), Night Flights (1972), Café le Dog (1983) i Lives of the Mind Slaves (1994).